# ديف ستريكلاند
ديف ستريكلاند (بالإنجليزية: Dave Strickland)‏ هو لاعب كرة قدم أسترالية أسترالي، ولد في 4 ديسمبر 1877 في ملبورن في أستراليا، وتوفي في 31 ديسمبر 1963 في برث في أستراليا.

## وصلات خارجية
- ديف ستريكلاند على موقع AustralianFootball.com (الإنجليزية)
- ديف ستريكلاند على موقع AFLtables.com (الإنجليزية)